# Kommunalka
Una kommunalka o apartament comunitari (rus: коммуналка, коммунальная квартира) és un apartament compartit en els països de la CEI. A la kommunalka, dues o més famílies comparteixen en un pis burgès ampli un bany i la cuina, mentre cada una d'elles té una o dues habitacions per a ús privat.
La kommunalka va ser parodiada a la pel·lícula americana de 1939 Ninotchka.